# 伊格内修斯·库图·阿昌庞
伊格内修斯·库图·阿昌庞上将（英語：General Ignatius Kutu Acheampong，發音： /əˈtʃæmˈpɒŋ/，ə-CHAM-PONG-G，1931年9月23日—1979年6月16日）加纳前军政府领袖和国家元首（1972—1978年）。1978年7月5日被政变废黜，后来被枪决。

## 生平
阿昌庞出生于阿散蒂地区一个天主教家庭，就读于特拉布奥姆（Trabuom）的罗马天主教学校和库马西的圣彼得学校（天主教）。毕业于加纳中部地区阿戈纳·斯韦德鲁（Agona swedru）的中央商务大学。1953年入伍，1958~1959年在英国奥尔德肖特的蒙斯军官学校受训，后在英国驻联邦德国军中服役。后来他赴美国利文沃思堡参谋学院深造，1961年回国服役。在1962年刚果危机期间担任联合国维和部队刚果军队连长、营长。1971年他任驻阿克拉第1步兵旅旅长。
1972年1月13日阿昌庞发动军事政变，推翻了进步党的民选政府及其领导人科菲·布西亚博士，成为国家元首和救国委员会（NRC）主席，兼任国防、财政、经济、计划、新闻、公共关系、体育部长。1975年10月9日改称最高军事委员会主席，1976年晋升为上将军衔。
1978年7月5日国防参谋长弗雷德·阿库福中将发动政变，阿昌庞在政变中被迫下台，并被捕入狱，1979年获释，但仍然被软禁在特拉布翁。同年，傑瑞·羅林斯发动军事政变推翻了阿库福政府，成立武装部队革命委员会(AFRC)，他再次被捕。1979年6月4日与其他两个前国家元首（阿弗里法将军和阿库福将军）和五个其他高级军官（阿梅杜梅 (Amedume)、博阿基耶 (Boakye)、费利 (Felli)、科泰 (Kotei)和乌图卡 (Utuka)），被革命委员会审判后枪决。
阿昌庞妻子福斯蒂娜·阿昌庞（Faustina Acheampong），孙子是美国足球球员查理·佩普拉（Charlie Peprah），出生于德克萨斯州普莱诺，目前效力于达拉斯牛仔队。